# ریک گونزالس
ریک گونزالس (انگلیسی: Rick Gonzalez؛ زادهٔ ۳۰ ژوئن ۱۹۷۹) یک بازیگر سینما، و هنرپیشه اهل ایالات متحده آمریکا است. وی از سال ۱۹۹۸ میلادی تاکنون مشغول فعالیت بوده‌است.
از فیلم‌ها یا برنامه‌های تلویزیونی که وی در آن نقش داشته است می‌توان به جنگ دنیاها ، کماندار، مربی کارتر، آپارتمان ۱۴۳، ترفیع، اولین برف و رول بانس اشاره کرد.